# Franciszek Olejniczak
Pour les articles homonymes, voir Olejniczak.
Franciszek Olejniczak, né le 5 septembre 1910 à Recklinghausen et mort le 6 juillet 1991 à Martigues, est un footballeur polonais naturalisé français en 1936 évoluant au poste de milieu de terrain.

## Palmarès
- Champion de France 1936-1937 avec l'Olympique de Marseille
- Vainqueur de la Coupe de France 1937-1938 avec l'Olympique de Marseille
- Vainqueur de la Coupe de France 1942-1943 avec l'Olympique de Marseille